# Pangani (Fluss)
Der Pangani ist ein Fluss im Nordosten Tansanias.

## Geografie
Er entsteht aus zwei Quellflüssen. Der eine ist der am Mount Meru nahe der Stadt Arusha entspringenden Kikuletwa. Der andere ist der aus dem Jipe-See kommenden Ruvu, der auf seinem Weg weitere Zuflüsse vom Kilimandscharo aufnimmt. Heute münden die beiden Quellflüsse in den Stausee Nyumba ya Mungu. Auf der Strecke zwischen dem Reservoir und dar Stadt Mkomazi bildet der Fluss die Grenze der Regionen Kilimandscharo und Manyara. Obwohl der Nebenfluss Mkomazi hier nur 4 Kilometer entfernt ist, mündet er erst 60 Kilometer weiter kurz vor der Stadt Korogwe in der Region Tanga. Bei der Stadt Pangani mündet der Pangani in den Indischen Ozean. Städte an seinem Lauf sind Arusha Chini am Nyumba-ya-Mungu-Stausee, Mbuyuni kurz vor der Grenze zwischen Kilimandscharo- und Tanga-Region, Korogwe, Segera und Hale in Tanga.

## Name

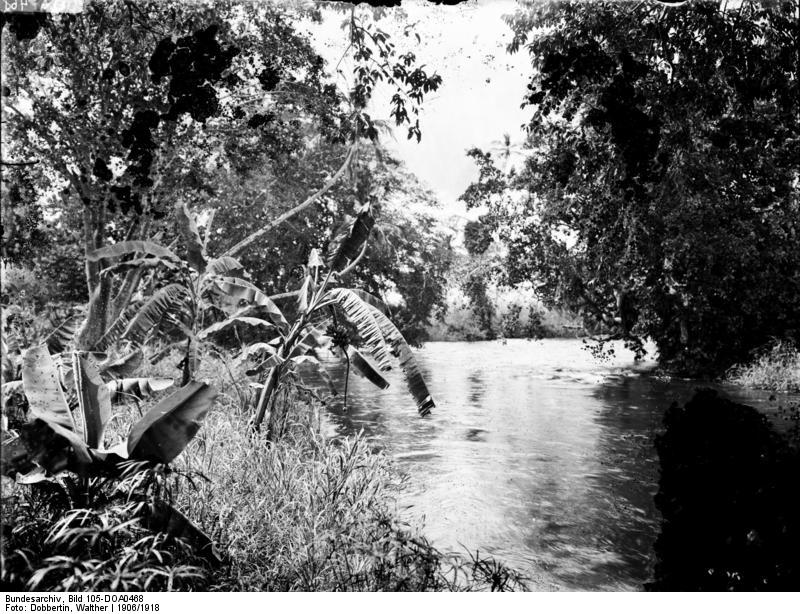
Der Pangani bei Korogwe (zwischen 1906 und 1918)

Der Fluss durchquert das Gebiet verschiedener Sprachgruppen und trug von daher verschiedene Bezeichnungen. In der jüngeren Vergangenheit waren das vor allem vom Oberlauf her der Name Ruvu und von der Mündung her der Name Pangani.
Auf Karten aus der britischen Kolonialzeit und der Zeit der Unabhängigkeit wurden beide Namen nebenher benutzt.
Inzwischen hat sich „Pangani“ für den Lauf vom Nyumba-ya-Mungu-Stausee bis zum Meer durchgesetzt.

## Hydrometrie
Die Durchflussmenge des Flusses wurde über 18 Jahren (1959–77) in Korogwe, einer Stadt in Tanga, etwa 110 Kilometer flussaufwärts von der Mündung in m³/s gemessen. Die in Korogwe beobachtete mittlere jährliche Durchflussmenge betrug in diesem Zeitraum 27 m³/s.
- Diagrammdaten:
- Definition |
- Rohdaten |
- Hilfe

## Einzugsgebiet
Das Einzugsgebiet des Pangani hat eine Größe von 43.650 Quadratkilometer, wovon 3900 Quadratkilometer in Kenia liegen. In Tansania umfasst das Einzugsgebiet Teile der Regionen Kilimandscharo, Manyara, Arusha und Tanga. Das Pangani-Gesamtbecken besteht aus fünf Teilbecken:
| Fluss                                 | Quadratkilometer |
| ------------------------------------- | ---------------- |
| Pangani                               | 43.650           |
| Umba                                  | 8.070            |
| Msangazi                              | 5.030            |
| Zigi                                  | 2.080            |
| Kleine Küstenflüsse mit dem Mkulumuzi | 2.080            |